# Egnasia tenella
Egnasia tenella är en fjärilsart som beskrevs av George Francis Hampson 1912. Egnasia tenella ingår i släktet Egnasia och familjen nattflyn. Inga underarter finns listade i Catalogue of Life.